# Une histoire de fou
Une histoire de fou è un film del 2015 diretto da Robert Guédiguian.